# Partido judicial de Cangas de Onís
El partido judicial de Cangas de Onís es uno de los dieciocho partidos en los que se divide el Principado de Asturias, en España, siendo el partido judicial n.º 3 de la provincia de Asturias.

## Ámbito geográfico
El ámbito territorial comprende los municipios de:
- Amieva
- Cangas de Onís
- Onís
- Parres
- Ponga
- Ribadesella